# Gareth Anscombe
Gareth Williams Anscombe (Auckland, 10 maggio 1991) è un rugbista a 15 neozelandese, internazionale per il Galles, mediano d'apertura degli Ospreys.

## Biografia
Figlio di Mark Anscombe, ex rugbista neozelandese e allenatore di varie squadre in Europa tra cui l'Ulster, Gareth, dopo le scuole superiori, esordì a livello di club nel 2010 nel Ponsonby e l'anno successivo fu chiamato nella selezione provinciale di Auckland.
Messosi in luce a livello giovanile, fu convocato nella Nuova Zelanda Under-20 con cui partecipò al mondiale giovanile 2011 in Italia in cui si laureò campione del mondo e miglior marcatore con 86 punti.
La sua progressione di carriera lo vide nel Super Rugby 2012 nelle file dei Blues, la franchise di Auckland, in cui esordì contro i sudafricani Bulls marcando 29 punti.
Nel 2013 passò agli Chiefs, franchise della regione neozelandese di Waikato, con cui vinse il titolo del Super Rugby alla prima stagione; l'anno successivo, approfittando della cittadinanza britannica di Ashcombe la cui madre è gallese, fu messo sotto contratto dai Cardiff Rugby fuori dalla quota di giocatori extranazionali; ingaggiato nel ruolo di mediano d'apertura, il suo acquisto provocò lo spostamento a estremo di Rhys Patchell che a fine stagione lasciò Cardiff per gli Scarlets.
Debuttante nel Galles ad agosto 2015, fu comunque inizialmente lasciato fuori dalla squadra alla Coppa del Mondo di rugby 2015 a causa di un infortunio alla caviglia in uno degli incontri di warm-up in preparazione alla competizione; tuttavia fu incluso alla lista in corso di competizione per far fronte alle numerose defezioni mediche che avevano privato la squadra di Scott Williams e Hallam Amos.
Nel febbraio 2016 giunse pure l'esordio nel Sei Nazioni.

## Palmarès
- Super Rugby: 1
Chiefs: 2013
- Challenge Cup: 1
Cardiff Blues: 2017-18